# ورا كل باب ج 2 (مسلسل)
مسلسل مصري يتكون من ٤٠ دقيقة ورا كل باب حكاية5 حلقات، 

## قصة المسلسل
مسلسل ورا كل باب حكاية يتكون من عدة حكاية كل منها يختلف عن الآخر، وتتكون كل حكاية من مسلسل ورا كل باب حكاية5 حلقات، حيث تم عرض الموسم الأول من مسلسل ورا كل باب حكاية بطولة أحمد زاهر في موسم رمضان الماضي وحقق نجاحاً كبيراً وسط الجمهور العربي  

## طاقم العمل

### الممثلين
- أحمد زاهر
- عماد رشاد
- هنادي مهنا
- فتوح أحمد
- إيمان سلامة
- محمد ناصر
- رضوى جودة
- يوسف الأسدي
- سوسن بدر
- محمد الدقاق
- هايدي رفعت
- رانيا الملاح
- نور إيهاب
- محمد عادل
- فرح
- كمال أبو رية
- نسمة النجار
- هدى الإتربي
- جاسيكا حسام الدين
- هند عبدالحليم
- ليلى عز العرب
- نادين
- إسلام جمال
- ساندي مراد
- منة بدر
- أحمد فؤاد سليم
- محمد نجاتي
- أميمة طلعت زكريا
- عزوز عادل
- بسنت النبراوي
- منير مكرم
- مارتينا عادل
- أيمن عزب
- عبير فاروق
- زياد الشرقاوى
- هبة الأباصيري
- أحمد كامل
- برلنتي فؤاد
- سلوى عثمان
- ميرنا نور الدين
- محمد عز
- دينا فؤاد[6]
- محمود عبدالمغني
- لبنى ونس
- عايدة رياض
- سمر علام
- شريف خير الله
- محمد دسوقي
- ديانا هشام
- صلاح عبدالله
- محمود البزاوي
- باهر النويهي
- إيمي الجندي
- خالد سرحان
- كريم محجوب
- أحمد كمال أبو رية
- رشا مهدي
- غفران محمد
- ريهام نبيل
- أحمد عبدالله
- جيهان خيري
- كارولين عزمي
- عفاف رشاد
- أحمد رفعت
- دنيا عبد العزيز
- هشام إسماعيل
- أحمد حلاوة
- ميمي جمال
- دعاء حكم
- نضال الشافعي
- زينب عبد الوهاب
- فريال يوسف
- آدم وهدان
- إيهاب فهمي
- محمد علي رزق
- مراد مكرم
- منة فضالي
- ندى بهجت

### إخراج
- سميح النقاش.  مخرج
- أحمد خالد أمين   مخرج
- منال الصيفي.  مخرج
- إسماعيل فاروق     مخرج
- أحمد صالح.  مخرج

### تأليف
- إسلام حافظ   (مؤلف)
- هشام إسماعيل. (مؤلف)
- أحمد عبد الفتاح
- محمد سيد بشير
- محمد ذو الفقار

### إنتاج
- تامر مرسي. (منتج)
- سينرجي للإنتاج الفني (تامر مرسي). (منتج)

### ملابس
- رفعت عبد الحكيم   (منفذ ملابس)